# Cleora submarmoraria
Cleora submarmoraria är en fjärilsart som beskrevs av Fuchs 1884. Cleora submarmoraria ingår i släktet Cleora och familjen mätare. Inga underarter finns listade i Catalogue of Life.